# Pavel Scheufler
Pavel Scheufler (* 25. září 1950, Praha) je český publicista, historik fotografie a fotograf. Zabývá se převážně fotografií na území Rakouska-Uherska do roku 1918. V letech 1990–2016 přednášel historii fotografie na FAMU. V období 1992–2002 byl členem Rady Českého rozhlasu, v letech 1996–2012 spolupracoval s časopisem FotoVideo.

## Činnost
Fotografii se věnuje již od mládí a zájem o proměny všedního života v průběhu času ho brzy přivedl k dějinám fotografie. Po studiích historie a archivnictví a muzeologie se specializoval na dějiny fotografie se zaměřením na střední Evropu, zejména české země. V letech 1970–1988 byl odborným pracovníkem Muzea hlavního města Prahy, 1988–1996 odborným pracovníkem Národního technického muzea v Praze.
Roku 1982 začal vyučovat dějiny fotografie na Pražské fotografické škole, roku 1990 se stal pedagogem na FAMU. Jako fotograf se v 70. a 80 letech zabýval dokumentací  architektonických proměn Prahy a jejího okolí. Od roku  1984 se začal zabývat digitální fotografii a o rok později digitalizací jako způsobu uchování historických fotografií. V roce 1987 se stal členem Svazu výtvarných umělců jako videoartista, jímž se v té době rovněž  zabýval (viz dokument Viva Video, Video Viva).
Od roku 1984 se systematicky věnuje připomínání méně známých osobností historie fotografie prostřednictvím knih, výstav i expozic (například v NTM, MFMOM v Jindřichově Hradci a G 4 v Chebu), provádí odborné konzultace k dějinám fotografie a uchování fotografických památek účastní se projektů souvisejících se záchranou fotografického dědictví. Založil Elektronické muzeum fotografie, zásadně přispěl k založení MFMOM v Jindřichově Hradci.  Od roku 2002 je hlavním lektorem třísemestrální Večerní fotoškoly Centra FotoŠkoda, kde využívá svých znalostí z dějin fotografie a zúročuje vlastní  fotografické zkušenosti. Působí také jako kurátor výstav své partnerky Lucie Horuckové, která je malířka a restaurátorka fotografie a papíru. Ze záliby píše verše a povídky. Udržuje sbírku historických fotografií, z nichž malou část prezentuje na svých webových stránkách.
V letech 1992 až 2002 byl také veřejně činný jako člen Rady Českého rozhlasu, převážně ve funkci místopředsedy.
Jako historik přispěl zásadním způsobem ke zmapování nejstarších dějin fotografie v České republice. Má významný podíl na popularizaci počátků české fotografie a jejích průkopníků, jako byli například Jindřich Eckert, František Fridrich, František Krátký či Jan Nepomuk Langhans. Připravil na 120 výstav v Česku a zahraničí a je autorem přes 60 knih, z nichž devět bylo prvních monografií fotografů.
Jeho otcem je etnograf Vladimír Scheufler. Jeho strýcem je spisovatel Jiří Scheufler.

## Publikace (výběr)
- SCHEUFLER, Pavel. Praha 1848–1914. Praha: Panorama, 1984, 1986.
- SCHEUFLER, Pavel. Jindřich Eckert. Praha: Odeon, 1985.
- Pavel Scheufler, Pražské fotografické ateliéry 1939–1918 I, Praha 1987.
- Pavel Scheufler, Přehled vývoje fotografie v Praze v letech 1839–1918. I. 1839–1889, učební texty FAMU Praha 1987.
- Pavel Scheufler, Fotografické album Čech 1839–1914, Praha 1989.
- Pavel Scheufler, Jižní Čechy objektivem tří generací, České Budějovice 1989.
- Pavel Scheufler, Fotografie v Čechách 1839–1914, Praha 1990.
- Pavel Scheufler, Stará Praha F. Fridricha, Praha 1992.
- SCHEUFLER, Pavel. Historické fotografické techniky. Praha: IPOS ARTAMA, 1993. ISBN 80-7068-075-X.
- BIRGUS, Vladimír; SCHEUFLER, Pavel. Fotografie v českých zemích 1839–1999. Praha: Grada, 1999. ISBN 80-7169-902-0.
- SCHEUFLER, Pavel. Galerie c.k. fotografů. Grada: Odeon, 2001. ISBN 80-247-9044-0.
- SCHEUFLER, Pavel. František Krátký - český fotograf před 100 lety. Praha, Baset 2004. ISBN 80-7340-054-5
- BIRGUS, Vladimír; SCHEUFLER, Pavel. Česká fotografie v datech 1839-2019. Praha: Grada, 2021. 384 s. ISBN 978-80-271-0535-9.